# Ferdinand de Guillemardet
Ferdinand Guillemardet (ur. 3 kwietnia 1765 w Couches, zm. 4 maja 1809 w Paryżu) – francuski lekarz i dyplomata. 
Był ambasadorem Francji w Hiszpanii w latach 1798–1800. W 1800 Talleyrand wezwał go z powrotem do Paryża. Guillemardet został w ojczyźnie prefektem, lecz wkrótce zapadł na chorobę psychiczną i zmarł w 1809.